# قصارة

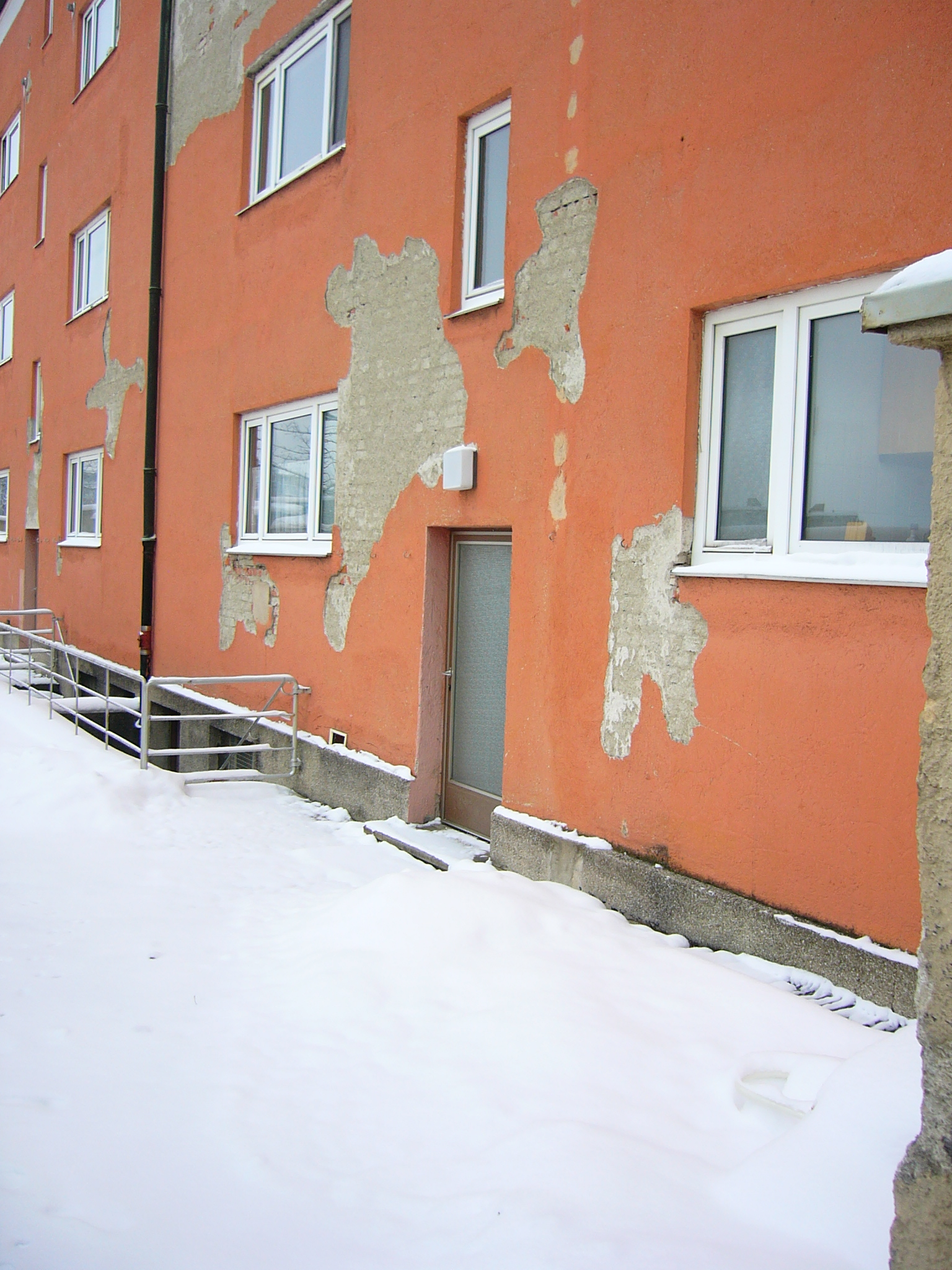
عيوب في القصارة

القصارة أو البلاستر هو مادة بناء تستخدم في الطلاء الواقي أو الزخرفي للجدران والأسقف، ولقولبة وصب العناصر الزخرفية. تعني كلمة «البلاستر» في اللغة الإنجليزية عادةً المواد المستخدمة في التصميمات الداخلية للمباني، بينما يشير مصطلح «الرندر» عادةً إلى التطبيقات الخارجية. يستخدم مصطلح آخر غير دقيق للمادة هو ستوكو، والذي غالبًا ما يستخدم أيضًا في النثر بالمونة التي تستخدم بطريقة ما لإنتاج زخرفة النقوش البارزة، بدلًا من الأسطح المستوية.
تحتوي الأنواع الأكثر شيوعًا من البلاستر بشكل أساسي إما على الجص أو الجير أو الأسمنت، ولكن جميعها تعمل بطريقة مماثلة. يُصنع البلاستر كمسحوق جاف، ويخلط مع الماء ليشكل معجونة جامدة ولكن قابلة للتطبيق مباشرة قبل وضعها على السطح. يحرر التفاعل مع الماء الحرارة من خلال التبلور والبلاستر المطفأ والتصلب.
يمكن استخدام البلاستر بسهولة نسبية مع الأدوات المعدنية أو حتى ورق الصنفرة، ويمكن قولبته، إما في الموقع أو لصنع مقاطع مسبقة التشكيل، توضع في مكانها بمادة لاصقة. لا يعد البلاستر مادة قوية؛ إنه مناسب للتشطيب، أكثر من كونه مادة حاملة، وعندما يطبق بكثافة للزينة قد يتطلب إطارًا داعمًا مخفيًا، عادةً يكون من المعدن.
لأشكال البلاستر استخدامات أخرى عديدة. ففي الطب ما يزال البلاستر مستخدمًا غالبًا لدعم مجموعة العظام المكسورة. يستخدم البلاستر في طب الأسنان لصنع طبعات الأسنان. يصنع من البلاستر أنواع مختلفة من النماذج والقوالب. في الفن، الجص الجيري هو القالب التقليدي للتصوير الجصي، تُطبق الأصباغ على الطبقة العليا الرقيقة المرطبة بالبلاستر، وتندمج معها بذلك تكون اللوحة في الواقع من البلاستر الملون. في العالم القديم، استخدِم البلاستر على نطاق واسع لإنشاء نقوش تصويرية كبيرة على الجدران، على الرغم من أن القليل منها قد نجا، بالإضافة إلى نوع من تصاميم الزخرفة في النقوش البارزة المشكلة من البلاستر والتي ما تزال مستخدمة.

## الأنواع

### البلاستر الطيني
البلاستر الطيني هو خليط من الطين، والرمل، والماء مع إضافة ألياف نباتية لمقاومة الشد فوق اللوح الخشبي.
استخدِم البلاستر الطيني منذ العصور القديمة. استخدم المستوطنون في المستعمرات الأمريكية البلاستر الطيني في التصميمات الداخلية لمنازلهم: «طبقة البلاستر للتصميمات الداخلية في شكلها الطيني تسبق زمنيًا بناء المنازل ذات الإطار، ويجب أن تكون مرئية في الداخل لتعبئة السياج في تلك المنازل ذات الإطار الأقدم... والتي لم تنغمس بكسوة من الجدران الخشبية، استمر استخدام الطين بعد فترة طويلة من اعتماد الألواح الخشبية، وتعبئة الطوب للإطار». عندما لا يكون الجير متاحًا أو يسهل الوصول إليه، يُقتصد باستخدامه أو يُستبدل بأربطة أخرى. يقول مارتن إي. ويفر في عمله الأساسي: «يتكون بلاستر الطمي من الطين أو التراب الممزوج بالماء لإعطاء تماسك عملي أو «لدونة». إذا كان خليط الطين لدنًا جدًا، ينكمش ويتشقق عند التجفيف. ومن المحتمل أيضًا أن يسقط عن الحائط. يُضاف الرمل والحصى الناعمة لتقليل تركيز جزيئات الطين الدقيقة التي تسبب الانكماش المفرط». أضيف القش أو العشب في بعض الأحيان مع إضافة السماد.

## معرض صور

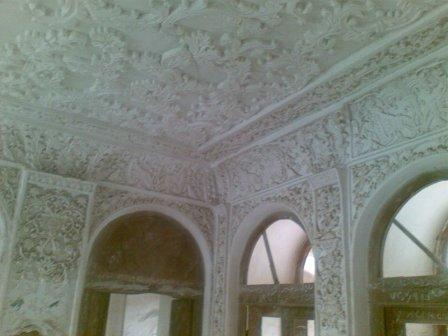
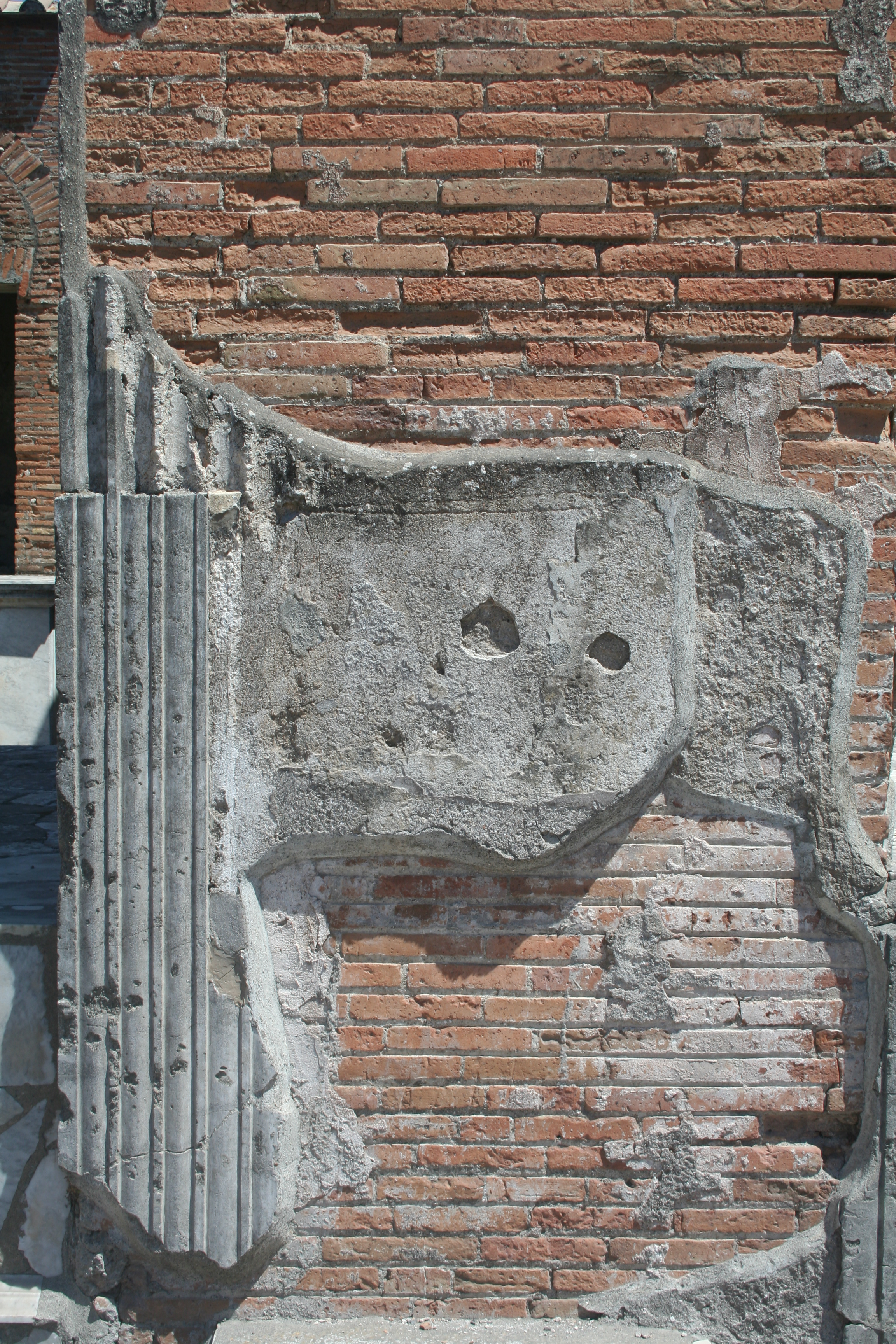
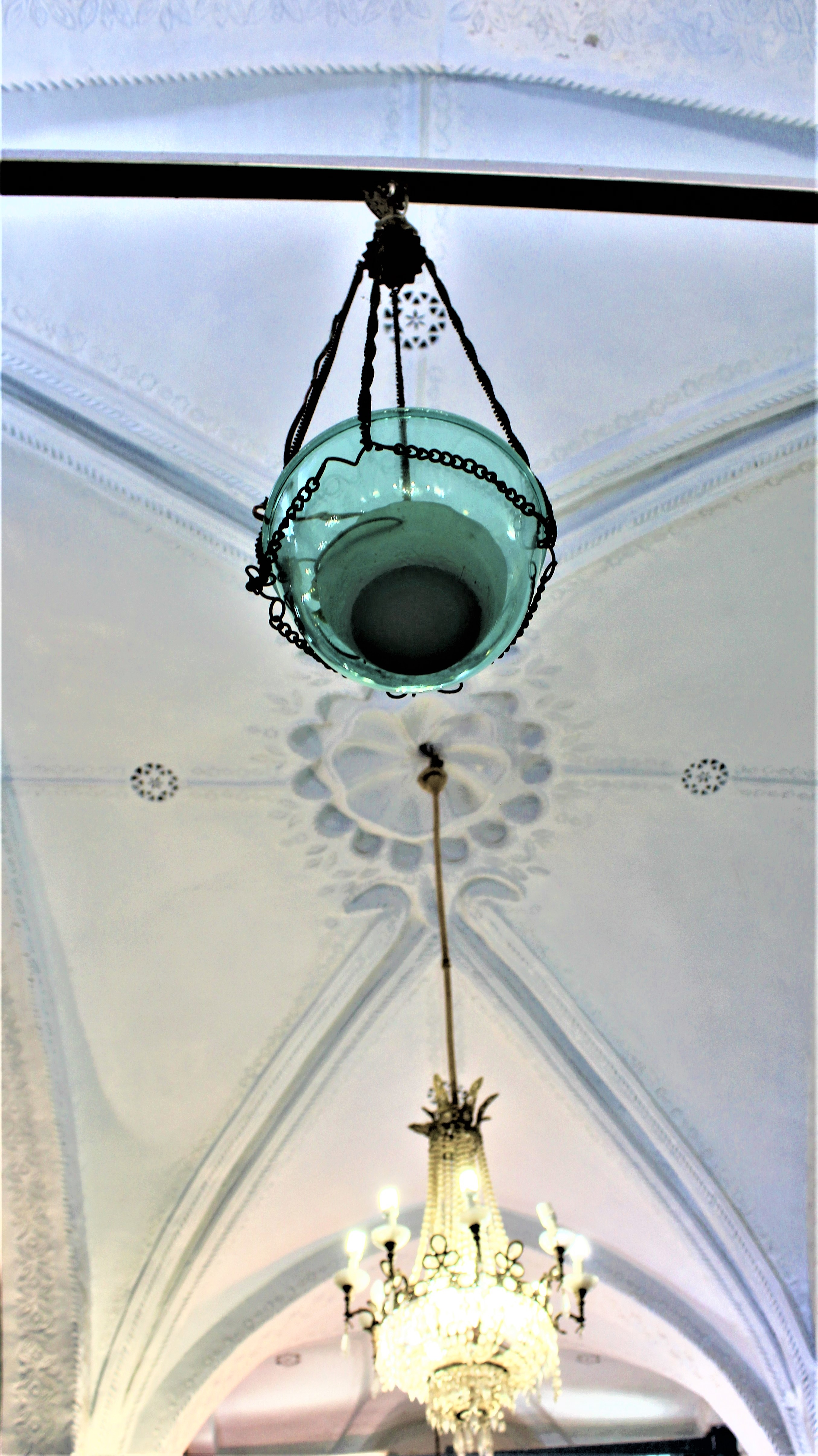